# Michael Panse

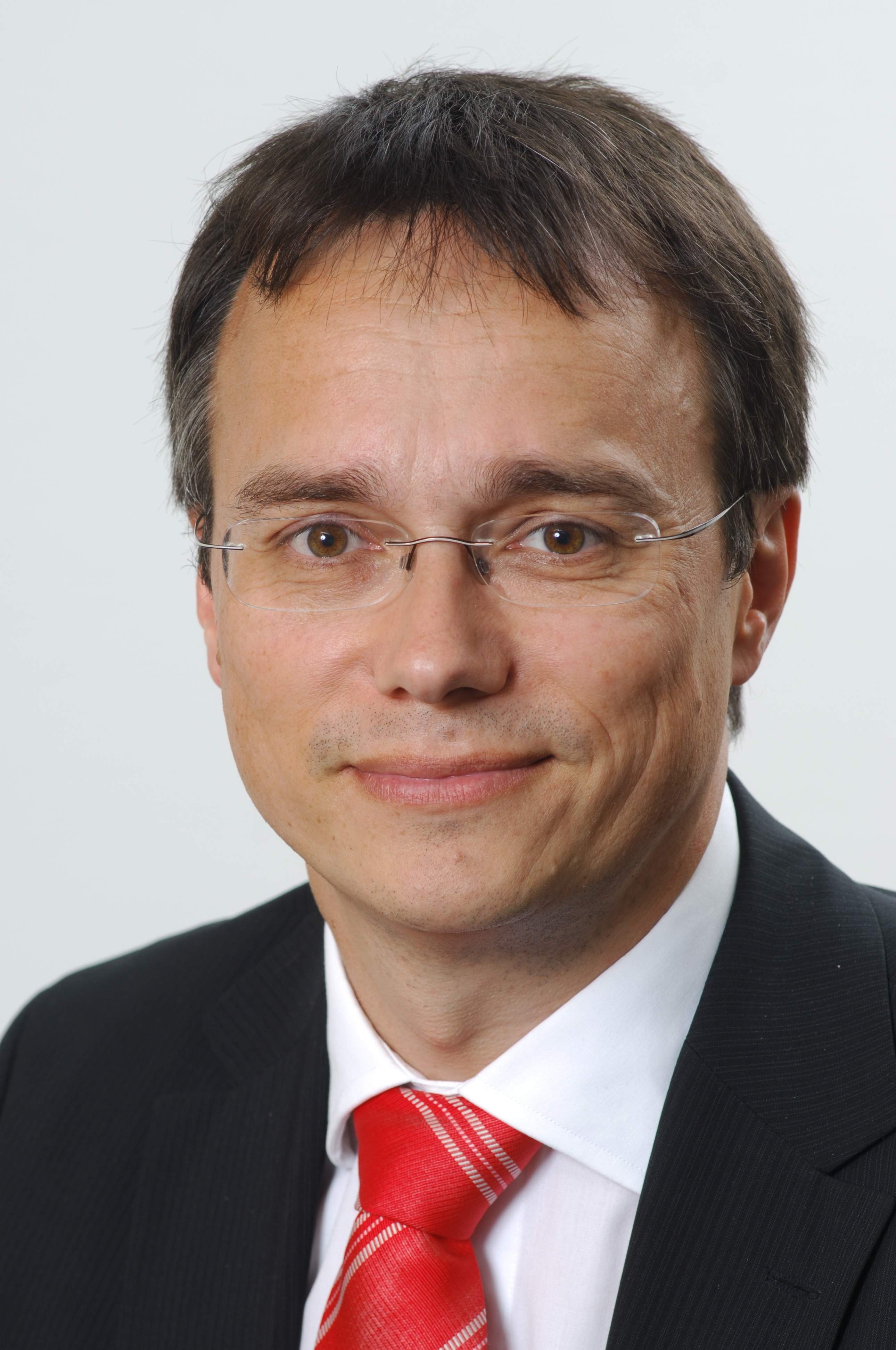
Michael Panse (2008)

Michael Panse (* 15. Juli 1966 in Erfurt) ist ein deutscher Politiker (CDU). Von 1999 bis 2009 war er Abgeordneter des Thüringer Landtags und ist seit 2002 Mitglied im Erfurter Stadtrat. Er war von Oktober 2010 bis April 2015 der erste Generationenbeauftragte des Freistaates Thüringen. Seit Juli 2025 ist er Antisemitismusbeauftragter des Freistaates Thüringen.

## Ausbildung und Beruf
Nach dem Abschluss der 10. Klasse der Polytechnischen Oberschule in Erfurt 1983 erlernte Panse bis 1985 den Beruf des Kfz-Elektromechanikers. Von 1985 bis 1987 leistete Panse Grundwehrdienst in der Nationalen Volksarmee der Deutschen Demokratischen Republik. Danach arbeitete er bis 1991 in seinem erlernten Beruf als Kfz-Elektromechaniker.
1991 wurde Panse Landesgeschäftsführer der Jungen Union Thüringen und blieb dies, bis er 1993 Referent bei der CDU Thüringen für Wahlkampforganisation wurde. Von 1994 bis 1995 leitete er die Geschäfte der Jungen Union Deutschlands als deren Bundesgeschäftsführer in Bonn. Ab 1996 bis zu seinem Eintritt in den Thüringer Landtag 1999 führte er wieder die Geschäfte der Jungen Union Thüringen.
Von 1996 bis 2000 absolvierte Panse eine berufsbegleitende Weiterbildung an der Verwaltungs- und Wirtschaftsakademie in Erfurt und schloss diese als Verwaltungsbetriebswirt und Betriebswirt (VWA) ab.
Panse ist evangelisch, geschieden und hat drei Söhne von drei verschiedenen Frauen. Seine drei Geschwister waren oder sind ebenfalls politisch aktiv. Sein Bruder Karl-Uwe Panse war von 1990 bis 2012 Bürgermeister der Stadt Zella-Mehlis. Sein Zwillingsbruder Jens Panse ist in der FDP aktiv und war unter anderem Pressesprecher der FDP Thüringen. Seine Schwester Heike war bereits in der DDR ab 1985 Bürgermeisterin der Gemeinde Großmölsen für die LDPD.

## Politik

### Parteiämter und Funktionen
Panse wurde im Herbst 1989 Mitglied beim neugegründeten Demokratischen Aufbruch (DA) und trat mit der Fusion zwischen CDU und DA der CDU Thüringen bei. Seit 1991 ist er Mitglied im Kreisvorstand der CDU Erfurt und seit 2005 Stellvertretender Kreisvorsitzender. Seit 1998 ist er zudem Ortsvorsitzender des Erfurter CDU-Ortsverbandes Petersberg.
Von 1993 bis 1995 war Panse Landesvorsitzender der Jungen Union Thüringen. Außerdem war er Landesvorsitzender der Jungen Europäischen Föderalisten (JEF), Mitglied im Landesvorstand der Europa-Union Thüringen und Mitglied des Federal Committee der Jungen Europäischen Föderalisten Europa.

### Weitere Funktionen und Ämter
Panse war Aufsichtsratsvorsitzender des FC Rot-Weiß Erfurt und ist heute Präsident des Volleyball-Bundesligisten SWE Volley-Teams (Volleyball-Bundesliga der Damen). Außerdem ist er Vorsitzender des Kuratoriums der Landeszentrale für politische Bildung, Vorsitzender des Vereins Pro-Ehrenamt e. V. und Kuratoriumsmitglied der Thüringer Ehrenamtsstiftung.
Panse ist als Stadtrat der Stadt Erfurt Aufsichtsratsmitglied der Thüringer Freizeit- und Bäder GmbH und der Tourismus GmbH. Ab dem 1. Oktober 2010 bis April 2015 war er erster Generationenbeauftragter des Freistaates Thüringen. Im Juli 2025 wurde er als Nachfolger von Benjamin-Immanuel Hoff zum Antisemitismusbeauftragten des Freistaates Thüringen ernannt.

### Vereinsmitgliedschaften
Panse ist Mitglied der Deutsch-Israelischen Gesellschaft (DIG), des Vereins zur Förderung frühkindlicher Lernentwicklung Lernen-Verstehen-Fördern e. V., des Elternvereins zur Förderung behinderter Kinder Maximo e. V., des Freundeskreises Kinderhospiz Mitteldeutschland e. V., des Jugendtheatervereins Schotte e. V., im Verein Freunde und Förderer der Citadelle Petersberg e. V., beim Fußballclub FC Rot-Weiß Erfurt und im Alacher Karnevalsverein (KCA). Er ist außerdem Ehrenmitglied im Marbacher Karnevalsverein (MKG).

### Mandate

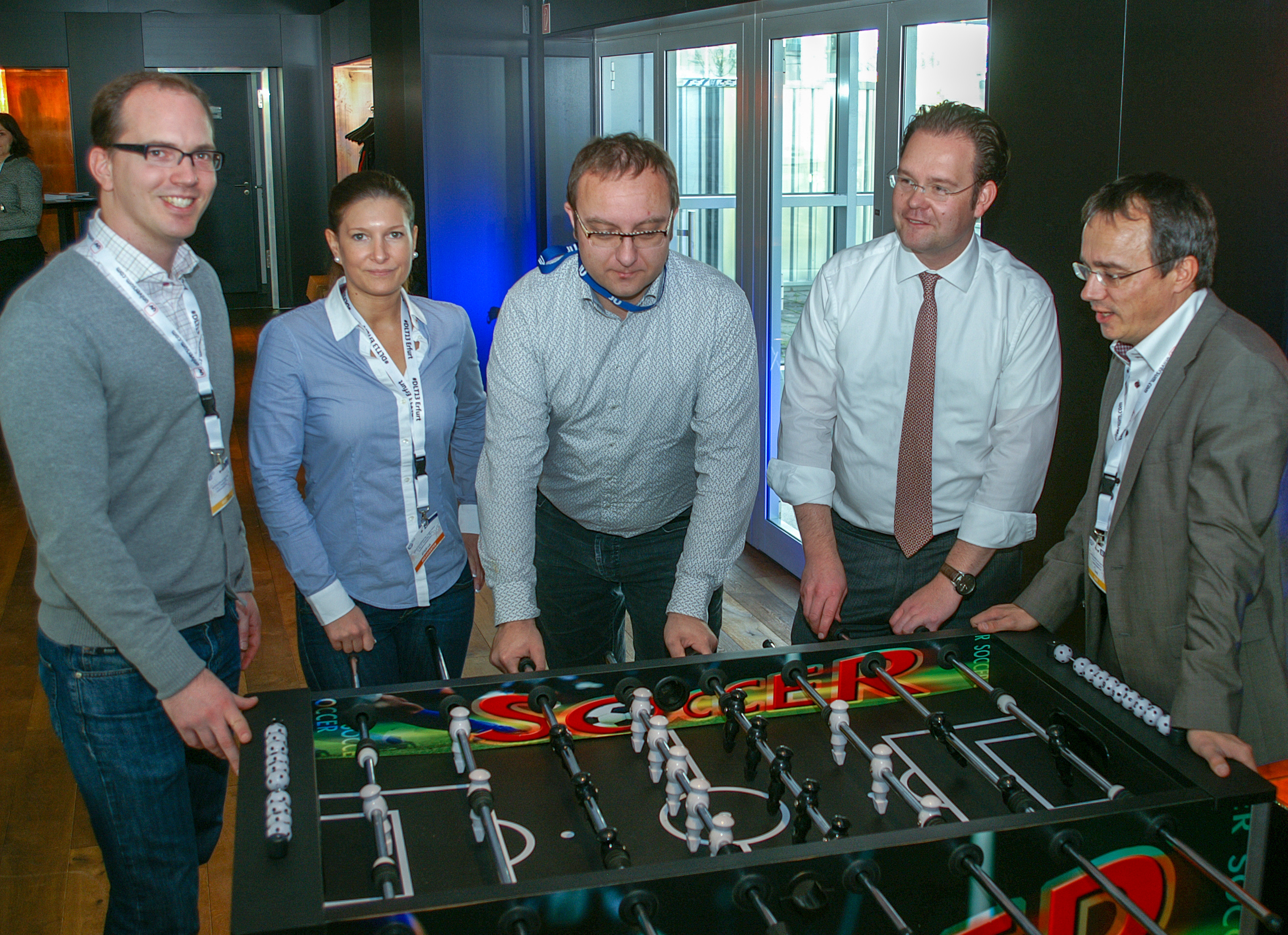
Nils-Oliver Freimuth, Kristina Nordt, Fagus Pauly, Tankred Schipanski, Michael Panse (v. l. n. r.; 2013)

Seit 1999 war Panse Mitglied des Thüringer Landtags und dort sozialpolitischer Sprecher der CDU-Fraktion. Bei der Landtagswahl 2009 verlor er sein Direktmandat im Wahlkreis Erfurt II, das er 2004 knapp gewonnen hatte, an Susanne Hennig (Die Linke). Auch über die CDU-Landesliste, wo er auf Platz 26 kandidiert hatte, verfehlte er den Wiedereinzug in den Landtag.
Von 1993 bis 1994 und erneut seit 2002 ist er Mitglied im Erfurter Stadtrat. Dort ist er Beisitzer im Vorstand der CDU-Stadtratsfraktion sowie Vorsitzender des Jugendhilfeausschusses.
Seit August 2010 ist er Vorsitzender der Stadtratsfraktion der CDU in der Landeshauptstadt Erfurt.
Bei der Oberbürgermeisterwahl in Erfurt am 22. April 2012 trat Panse als Kandidat seiner Partei an. Mit 14,9 % der Stimmen belegte er bei dieser Abstimmung hinter dem deutlich siegreichen SPD-Amtsinhaber Andreas Bausewein (59,2 %) den zweiten Platz.

### Kritik
In Folge des Regierungswechsels im Dezember 2014 kündigte das Land Thüringen Panses Anstellung als Generationenbeauftragter. Hiergegen legte er vor dem Arbeitsgericht Erfurt Klage ein. In ihrem Urteil bescheinigte die Kammer Panse wörtlich: 

„Die Kammer kann nachvollziehen, dass die ursprüngliche Einstellung des Klägers zum 01.10.2010 ausschließlich aufgrund seiner vorherigen parteipolitischen Betätigung erfolgte, da andere fachliche Befähigungen des Klägers für eine mit der Besoldungsgruppe A 16 dotierte Stelle nicht vorlagen. Das Missverhältnis zwischen Vergütung und fachlicher Eignung war dem Beklagten auch vollumfänglich bekannt [...] Die Kammer hält die Zweckbefristung eines Versorgungspostens bis zum möglichen Machtverlust der versorgenden Partei für zulässig.“